# 완더링 소울 작전
완더링 소울 작전(영어: Operation Wandering Soul) 또는 방황하는 영혼 작전은 베트남 전쟁 시기 미군이 적군에 대항하여 전개한 심리전 작전이다. 미군은 죽은 자가 고향에 묻히지 못하면 영혼이 방황한다는 베트남의 전통 미신에 기초하여 베트콩의 사기와 작전 능력을 저하시킬 목적으로 완더링 소울 작전을 계획하고 시행했다.